# Assassination Games
Pour plus de détails, voir Fiche technique et Distribution.
Assassination Games (également connu sous le titre Weapon aux États-Unis) est un film réalisé par Ernie Barbarash, sorti en 2011, qui met en vedette Jean-Claude Van Damme.

## Synopsis
Brazil est un tueur à gages, prêt à prendre n'importe quel travail si le prix est juste. Flint est un tueur à gages repenti depuis que l'attaque brutale d'un trafiquant de drogue impitoyable a laissé sa femme dans le coma.
Quand un contrat est lancé sur ce trafiquant de drogue, Brazil et Flint vont s'en charger - l'un pour l'argent, l'autre pour se venger.
Avec des agents véreux d'Interpol et les membres vicieux de la pègre à leur recherche, ces deux tueur à gages joignent leurs forces à contrecœur pour éliminer rapidement leur cible avant qu’ils ne soient eux-mêmes pris pour cible...

## Fiche technique
- Titre original : Assassination Games
- Titres alternatifs : Weapon
- Réalisateur : Ernie Barbarash
- Musique originale : Neal Acree
- Pays d'origine :  États-Unis
- Langue originale : anglais
- Budget : 8 000 000 $ (estimation IMDB)
- Dates de sortie :
  -  États-Unis : 29 juillet 2011
  -  France : 5 octobre 2011

## Distribution
- Jean-Claude Van Damme (VF : Patrice Baudrier) : Vincent Brazil
- Scott Adkins (VF : Fabien Jacquelin) : Roland Flint
- Kevin Chapman : Culley
- Michael Higgs : Godfrey
- Kristopher Van Varenberg : Schell
- Bianca Van Varenberg : Anna Flint
- Marija Karan : October